# Dublin Airport

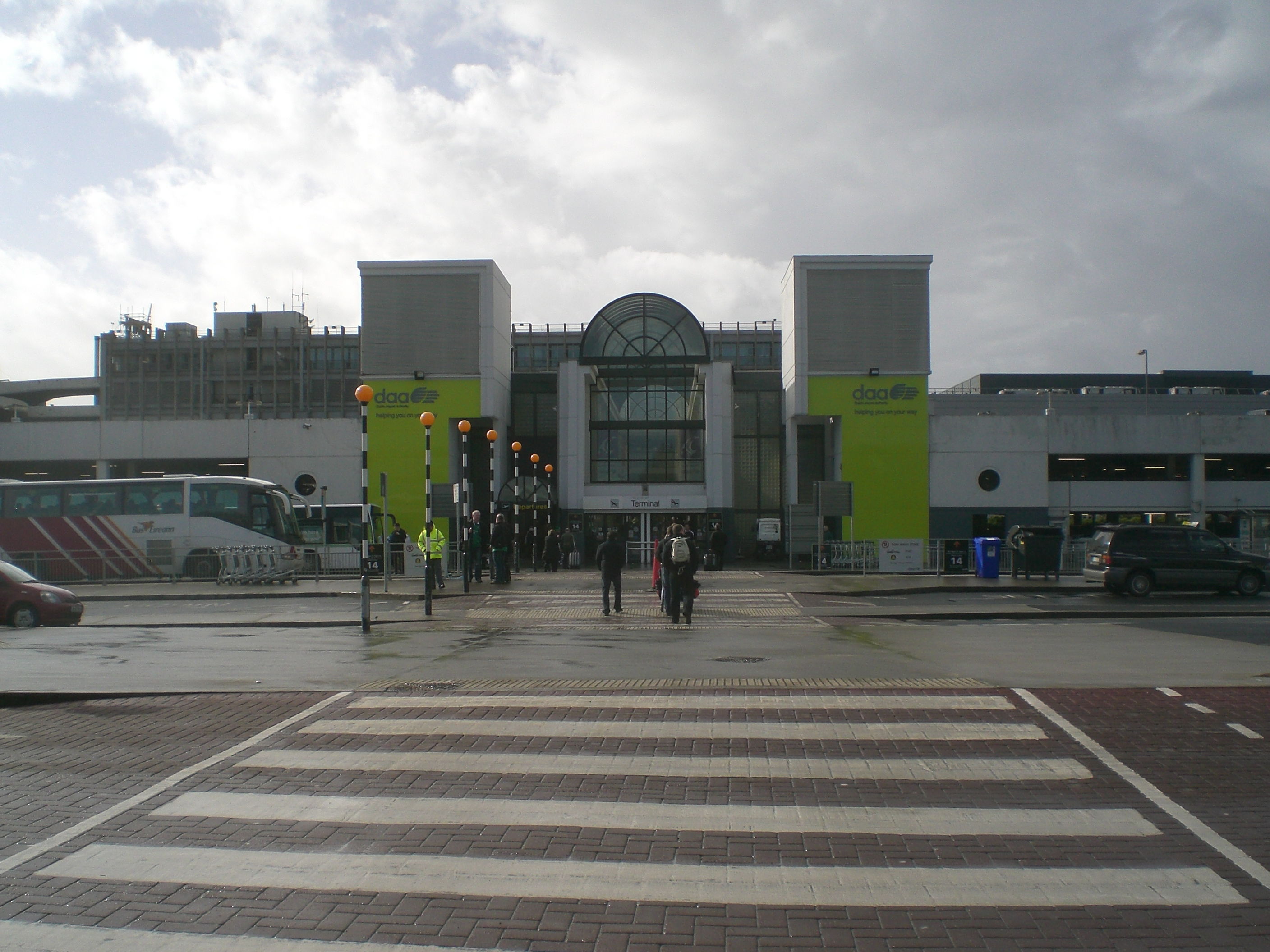
Entrén till Dublin Airport.

Dublin Airport (IATA: DUB, ICAO: EIDW) (iriska: Aerfort Bhaile Átha Cliath) är en internationell flygplats norr om Dublin, Irland. År 2023 tog flygplatsen emot över 33,5 miljoner passagerare, vilket gör Dublin Airport till Europas 13:e mest trafikerade flygplats. Flygplatsen ligger nära staden Swords, 10 kilometer norr om centrala Dublin. Det är främst internationella flyg som trafikerar flygplatsen, med endast ett fåtal reguljära inrikesflyg.
Det finns buss och andra vägfordon som transport till och från flygplatsen.